# Tagleft
Tagleft (franska: Tagleft (CR), Tagleft (Commune Rurale), arabiska: تبروشت) är en kommun i Marocko.   Den ligger i provinsen Azilal och regionen Béni Mellal-Khénifra, i den nordöstra delen av landet, 210 km söder om huvudstaden Rabat. Antalet invånare är 12 184.